# وودلاند بارك (كولورادو)
وودلاند بارك (بالإنجليزية: Woodland Park, Colorado)‏ هي مدينة تقع في مقاطعة تيلير بولاية كولورادو في الولايات المتحدة. تبلغ مساحتها 14.7 (كم²)، وترتفع عن سطح البحر م، بلغ عدد سكانها 6515 نسمة في عام 2000 حسب إحصاء مكتب تعداد الولايات المتحدة وتصل الكثافة السكانية فيها 443.2 نسمة/كم2.

## معرض صور

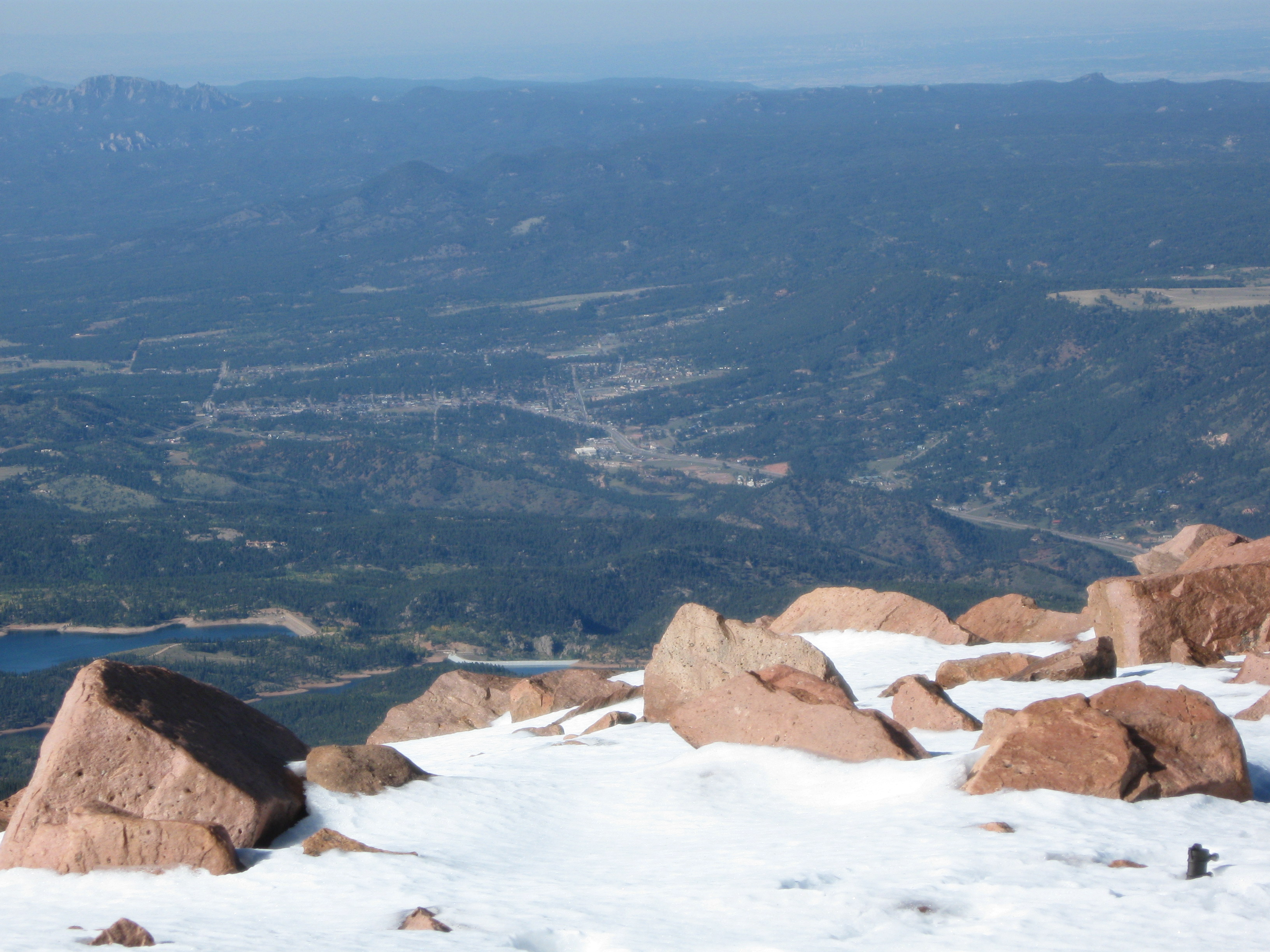
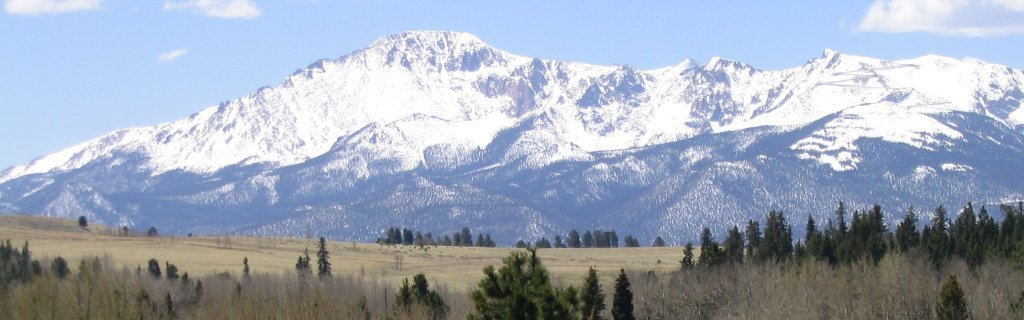
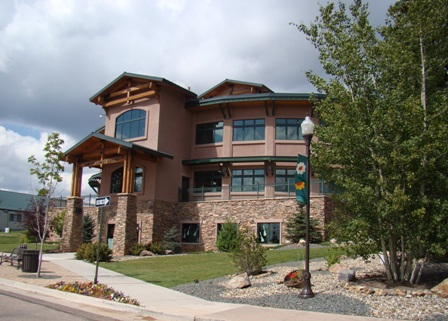
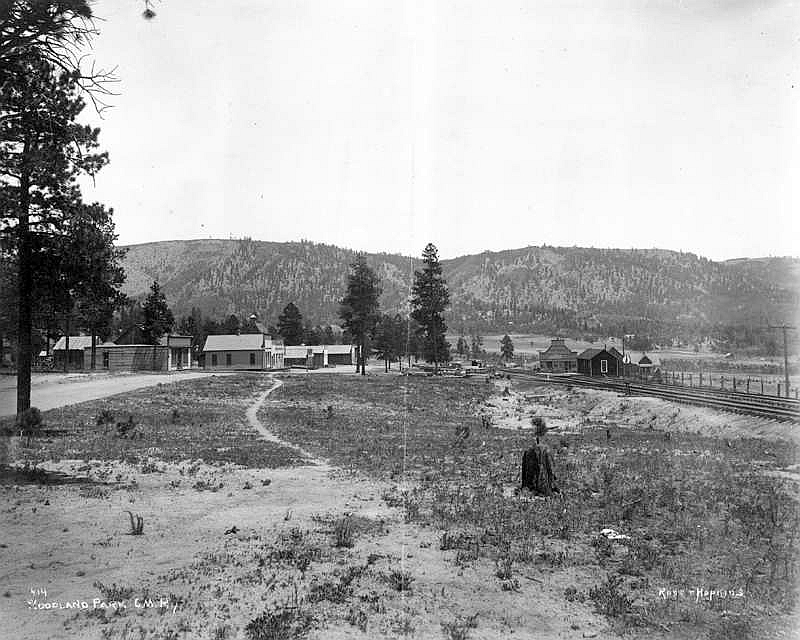
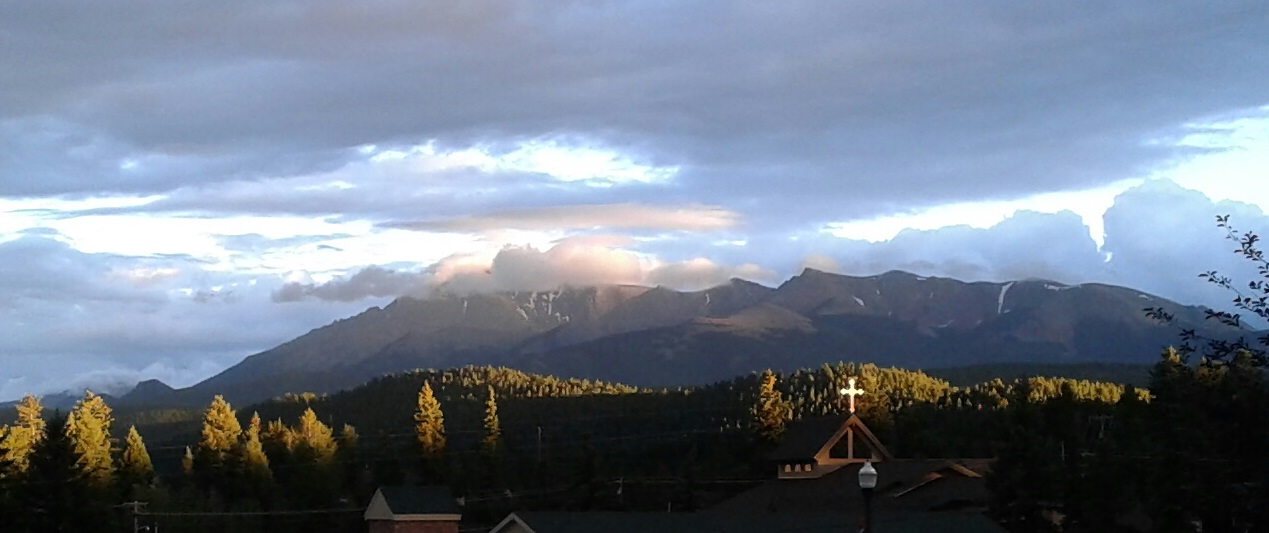